# Krnjak
Krnjak je općina u Karlovačkoj županiji, Hrvatska, južno od Karlovca. 

## Zemljopis
Krnjak je naselje smješteno u središnjem dijelu Hrvatske, dvadesetak kilometara južno od Karlovca na rijeci Korani, uz državnu cestu D1 koja povezuje grad Slunj s Karlovcem.

## Stanovništvo
Po popisu stanovništva iz 2001. godine, općina Krnjak imala je 2164 stanovnika, raspoređenih u 30 naselja:
- Bijeli Klanac – 13
- Brebornica – 89
- Budačka Rijeka – 251
- Burić Selo – 40
- Čatrnja – 107
- Donji Budački – 149
- Dugi Dol – 88
- Dvorište – 31
- Gornji Budački – 31
- Gornji Skrad – 37
- Grabovac Krnjački – 129
- Grabovac Vojnićki – 97
- Hrvatsko Žarište – 39
- Jasnić Brdo – 8
- Keserov Potok – 12
- Krnjak – 400
- Mala Crkvina – 41
- Mlakovac – 129
- Pavković Selo – 75
- Perići – 18
- Podgorje Krnjačko – 41
- Poljana Vojnićka – 26
- Ponorac – 33
- Rastovac Budački – 14
- Suhodol Budački – 10
- Trupinjak – 9
- Velika Crkvina – 67
- Vojnović Brdo – 17
- Zagorje – 81
- Zimić – 82

### Krnjak (naseljeno mjesto)
- 2001. – 400
- 1991. – 441 (Srbi – 409, Hrvati – 15, Jugoslaveni – 4, ostali – 13)
- 1981. – 444 (Srbi – 384, Jugoslaveni – 38, Hrvati – 13, ostali – 9)
- 1971. – 479 (Srbi – 449, Hrvati – 23, Jugoslaveni – 4, ostali – 3)

## Obrazovanje
- Osnovna škola Katarina Zrinski

## Šport
- NK Krnjak
- Malonogometni klub Kordun Krnjak

Do 1995. godine postojao je i nogometni klub Kordun

## Vanjske poveznice
Stranice Općine Krnjak